# George H. Ross
George H. Ross (* 6. Januar 1928 in Brooklyn, New York) ist ein US-amerikanischer Geschäftsmann und Vizepräsident der Trump Organization.

## Leben
George Ross besuchte zunächst die Clemson University und die Brooklyn Law School und graduierte 1953. Danach arbeitete er erfolgreich als Rechtsanwalt und lernte Donald Trump in den 1970er Jahren bei Geschäftsverhandlungen kennen. Die beiden freundeten sich an und Ross vertrat in den nächsten 20 Jahren Trump bei Immobiliengeschäften. 1996 bekam er eine Festanstellung und ist seitdem einer der engsten Berater von Trump. Von 2004 bis 2006 trat Ross neben Carolyn Kepcher als einer der beiden Berater von Trump in der Reality Show The Apprentice auf. Auch in anderen US-amerikanischen Fernsehshows wie Saturday Night Live hatte er Gastauftritte.
Ross ist noch in der Trump Organization aktiv.